# Зарядовое число
Заря́довое число́ атомного ядра (синонимы: а́томный но́мер, а́томное число́, поря́дковый но́мер химического элемента) — количество протонов в атомном ядре. Зарядовое число равно заряду ядра в единицах элементарного заряда и одновременно равно порядковому номеру соответствующего ядра химического элемента в таблице Менделеева. Обычно обозначается буквой Z.
Термин «атомный» или «порядковый» номер обычно используется в атомной физике и в химии, тогда как эквивалентный термин «зарядовое число» — в ядерной физике. В неионизированном атоме количество электронов в электронных оболочках совпадает с зарядовым числом.
Ядра с одинаковым зарядовым числом, но различным массовым числом A (которое равно сумме числа протонов Z и числа нейтронов N) являются различными изотопами одного и того же химического элемента, поскольку именно заряд ядра определяет структуру электронной оболочки атома и, следовательно, его химические свойства. Более трёх четвертей химических элементов существует в природе в виде смеси изотопов (см. Моноизотопный элемент), и средняя изотопная масса изотопной смеси элемента (называемая относительной атомной массой) в определённой среде на Земле определяет стандартную атомную массу элемента (ранее использовалось название «атомный вес»). Исторически именно эти атомные веса элементов (по сравнению с водородом) были величинами, которые измеряли химики в XIX веке.
Поскольку протоны и нейтроны имеют приблизительно одинаковую массу (масса электронов пренебрежимо мала по сравнению с их массой), а дефект массы нуклонного связывания всегда мал по сравнению с массой нуклона, значение атомной массы любого атома, выраженной в атомных единицах массы, находится в пределах 1 % от целого числа А.

## История

### Периодическая таблица и порядковые номера для каждого элемента
Поиски основы естественной классификации и систематизации химических элементов, основанной на связи их физических и химических свойств с атомным весом, предпринимались на протяжении длительного времени. В 1860-х годах появился ряд работ, связывающих эти характеристики — спираль Шанкуртуа, таблица Ньюлендса, таблицы Одлинга и Мейера, но ни одна из них не давала однозначного исчерпывающего описания закономерности. Сделать это удалось русскому химику Д. И. Менделееву. 6 марта 1869 года (18 марта 1869 года) на заседании Русского химического общества было зачитано сообщение Менделеева об открытии им Периодического закона химических элементов, а вскоре его статья «Соотношение свойств с атомным весом элементов» была опубликована в «Журнале Русского физико-химического общества». В том же году вышло первое издание учебника Менделеева «Основы химии», где была приведена его периодическая таблица. В статье, датированной 29 ноября 1870 года (11 декабря 1870 года), опубликованной в «Журнале Русского химического общества» под названием «Естественная система элементов и применение её к указанию свойств неоткрытых элементов», Менделеев впервые употребил термин «периодический закон» и указал на существование нескольких не открытых ещё элементов.
В своих работах Менделеев расположил элементы в порядке их атомных весов, но при этом сознательно допустил отклонение от этого правила, поместив теллур (атомный вес 127,6) впереди иода (атомный вес 126,9), объясняя это химическими свойствами элементов. Такое размещение элементов правомерно с учётом их зарядового числа Z, которое было неизвестно Менделееву. Последующее развитие атомной химии подтвердило правильность догадки учёного.

### Модели атома Резерфорда-Бора и Ван ден Брука
В 1911 году британский физик Эрнест Резерфорд предложил модель атома, согласно которой в центре атома расположено ядро, содержащее бо́льшую часть массы атома и положительный заряд, который в единицах заряда электрона должен был быть равен примерно половине атомного веса атома, выраженного в числе атомов водорода. Резерфорд сформулировал свою модель на основе данных об атоме золота (Z = 79, A = 197), и, таким образом, получалось, что у золота должен быть заряд ядра около 100 (в то время как порядковый номер золота в периодической таблице 79). Через месяц после выхода статьи Резерфорда голландский физик-любитель Антониус ван ден Брук впервые предположил, что заряд ядра и число электронов в атоме должны быть точно равны его порядковому номеру в периодической таблице (он же — атомный номер, обозначаемый Z). Эта гипотеза в конечном счёте подтвердилась.
Но с точки зрения классической электродинамики, в модели Резерфорда электрон, двигаясь вокруг ядра, должен был бы излучать энергию непрерывно и очень быстро и, потеряв её, упасть на ядро. Чтобы разрешить эту проблему, в 1913 году датский физик Нильс Бор предложил свою модель атома. Бор ввёл допущение, что электроны в атоме могут двигаться только по определённым (стационарным) орбитам, находясь на которых, они не излучают энергию, а излучение или поглощение происходит только в момент перехода с одной орбиты на другую. При этом стационарными являются лишь те орбиты, при движении по которым момент количества движения электрона равен целому числу постоянных Планка: {\displaystyle m_{e}vr=n\hbar \ }.

### Эксперименты Мозли 1913 года и «пропавшие» химические элементы
В 1913 году британский химик Генри Мозли после дискуссии с Н.Бором решил проверить гипотезы Ван ден Брука и Бора на эксперименте. Для этого Мозли измерил длины волн спектральных линий фотонных переходов (линии K и L) в атомах алюминия (Z = 13) и золота (Z = 79), использовавшихся в качестве серии мишеней внутри рентгеновской трубки. Квадратный корень частоты этих фотонов (рентгеновских лучей) увеличивался от одной цели к другой в арифметической прогрессии. Это привело Мозли к заключению (закон Мозли), что значение атомного номера почти соответствует (в работе Мозли — со смещением на одну единицу для K-линий) вычисленному электрическому заряду ядра, то есть величине Z. Среди прочего эксперименты Мозли продемонстрировали, что ряд лантаноидов (от лантана до лютеция включительно) должен содержать ровно 15 элементов — не меньше и не больше, что было далеко не очевидно для химиков того времени.
После смерти Мозли в 1915 году его методом были исследованы атомные номера всех известных элементов от водорода до урана (Z = 92). Было обнаружено, что в периодической таблице отсутствуют семь химических элементов (с Z < 92), которые были идентифицированы как ещё не открытые, с атомными номерами 43, 61, 72, 75, 85, 87 и 91. Все эти семь «пропавших» элементов были обнаружены в период с 1918 по 1947 год: технеций (Z = 43), прометий (Z = 61), гафний (Z = 72), рений (Z = 75), астат (Z = 85), франций (Z = 87) и протактиний (Z = 91). К этому времени также были обнаружены первые четыре трансурановых элемента, поэтому периодическая таблица была заполнена без пробелов до кюрия (Z = 96).

### Протон и гипотеза «ядерных электронов»
К 1915 году в научном сообществе сложилось понимание того факта, что зарядовые числа Z, они же — порядковые номера элементов, должны быть кратны величине заряда ядра атома водорода, но не было объяснения причин этого. Сформулированная ещё в 1816 году гипотеза Праута предполагала, что водород является некоей первичной материей, из которой путём своего рода конденсации образовались атомы всех других элементов и, следовательно, атомные веса всех элементов, равно как и заряды их ядер, должны измеряться целыми числами. Но в 1907 году опыты Резерфорда и Ройдса показали, что альфа-частицы с зарядом +2 являются ядрами атомов гелия, масса которых превышает массу водорода в четыре, а не в два раза. Если гипотеза Праута верна, то что-то должно было нейтрализовать заряды ядер водорода, присутствующие в ядрах более тяжёлых атомов.
В 1917 году (в экспериментах, результаты которых были опубликованы в 1919 и 1925 годах), Резерфорд доказал, что ядро водорода присутствует в других ядрах; этот результат обычно интерпретируют как открытие протонов. Эти эксперименты начались после того, как Резерфорд заметил, что, когда альфа-частицы были выброшены в воздух (в основном состоящий из азота), детекторы зафиксировали следы типичных ядер водорода. После экспериментов Резерфорд проследил реакцию на азот в воздухе и обнаружил, что когда альфа-частицы вводятся в чистый газообразный азот, эффект оказывается больше. В 1919 году Резерфорд предположил, что альфа-частица выбила протон из азота, превратив его в углерод. После наблюдения изображений камеры Блэкетта в 1925 году Резерфорд понял, что произошло обратное: после захвата альфа-частицы протон выбрасывается, поэтому тяжёлый кислород, а не углерод, является конечным результатом, то есть Z не уменьшается, а увеличивается. Это была первая описанная ядерная реакция: 14N + α → 17O + p.
Резерфорд назвал новые тяжёлые ядерные частицы протонами в 1920 году (предлагались альтернативные названия — «прутоны» и «протилы»). Из работ Мозли следовало, что ядра тяжёлых атомов имеют более чем вдвое большую массу, чем можно было бы ожидать при условии, что они состоят только из ядер водорода, и поэтому требовалось объяснение для «нейтрализации» предполагаемых дополнительных протонов, присутствующих во всех тяжёлых ядрах. В связи с этим была выдвинута гипотеза о так называемых «ядерных электронах». Так, предполагалось, что ядро гелия состоит из четырёх протонов и двух «ядерных электронов», нейтрализующих заряд двух протонов. В случае золота с атомной массой 197 и зарядом 79, ранее рассмотренном Резерфордом, предполагалось, что ядро атома золота содержит 118 этих «ядерных электронов».

### Открытие нейтрона и его значение
Несостоятельность гипотезы «ядерных электронов» стала очевидной после открытия нейтрона Джеймсом Чедвиком в 1932 году. Наличие нейтронов в ядрах атомов легко объясняло расхождение между атомным весом и зарядным числом атома: так, в атоме золота содержится 118 нейтронов, а не 118 ядерных электронов, а положительный заряд ядра полностью состоит из 79 протонов. Таким образом, после 1932 года атомный номер элемента Z стал рассматриваться как число протонов в его ядре.

## Символ Z
Зарядовое число обычно обозначается буквой Z, от нем. atomzahl — «атомное число», «атомный номер»
Условный символ Z, вероятно, происходит от немецкого слова Atomzahl (атомный номер), обозначающего число, которое ранее просто обозначало порядковое место элемента в периодической таблице и которое приблизительно (но не точно) соответствовало порядку элементов по возрастанию их атомных весов. Только после 1915 года, когда было доказано, что число Z является также величиной заряда ядра и физической характеристикой атома, немецкое слово Atomzahl (и его английский эквивалент англ. Atomic number) стали широко использоваться в этом контексте.

## Химические свойства
Каждый элемент обладает определённым набором химических свойств как следствие количества электронов, присутствующих в нейтральном атоме, которое представляет собой Z (атомный номер). Конфигурация электронов в атоме следует из принципов квантовой механики. Количество электронов в электронных оболочках каждого элемента, особенно в самой внешней валентной оболочке, является основным фактором, определяющим его химические связи. Следовательно, только атомный номер определяет химические свойства элемента, и именно поэтому элемент может быть определён как состоящий из любой смеси атомов с данным атомным номером.

## Новые элементы
При поиске новых элементов исследователи руководствуются представлениями о зарядовых числах этих элементов. По состоянию на конец 2019 года были обнаружены все элементы с зарядовыми числами от 1 до 118. Синтез новых элементов осуществляется путём бомбардировки атомов-мишеней тяжёлых элементов ионами таким образом, что сумма зарядовых чисел атома-мишени и иона-«снаряда» равна зарядовому числу создаваемого элемента. Как правило, период полураспада элемента становится короче с увеличением атомного номера, хотя для неизученных изотопов с определённым числом протонов и нейтронов могут существовать так называемые «острова стабильности».